# Ԇ
Ԇ, ԇ или Коми Дз е буква от молодцовската азбука, която е модификация на кирилицата. Използвана е през 20-те години на ХХ век в езика коми. Буквата представлява модификация на кирилското З като към него е добавено допълнително камшиче, обозначаващо палатализация. Обозначава звучната венечна преградно-проходна съгласна /ʣ/ ([дз]).